# میرلا دمیروا
میرلا دمیروا (بلغاری: Мирела Демирева؛ زادهٔ ۲۸ سپتامبر ۱۹۸۹) ورزشکار زن پرش ارتفاع اهل بلغارستان است.
وی در مسابقات کشوری و بین‌المللی در مجموع برندهٔ ۳ مدال نقره شده است.